# Colombier-Saugnieu
Colombier-Saugnieu es una comuna francesa situada en el departamento de Ródano, de la región de Auvernia-Ródano-Alpes.

## Geografía
Colombier-Saugnieu es situada a 20 km al este de Lyon. Es compuesta de tres poblaciones, Colombier, Saugnieu y Montcul.

## Historia
Dentro de la reorganización administrativa del entorno de Lyon, por un decreto de 5 de marzo de 1971, publicado en el Journal officiel del día 14 con efecto de primero de abril, la comuna de Colombier-Saugnieu fue  separada del departamento de Isère e incorporada al de Ródano

## Transportes
El aeropuerto de Lyon Saint-Exupéry se encuentra en la comuna de Colombier-Saugnieu. Fue inaugurado en 1975. Se encuentra también la estación ferroviaria de Lyon-Saint-Exupéry.

## Demografía
| 741 | 812 | 942 | 1 127 | 1 833 | 2 083 | 2 505 |
| Para los censos de 1962 a 1999 la población legal corresponde a la población sin duplicidades (Fuente: INSEE [Consultar]) |     |     |       |       |       |       |